# کاران (شهرستان آلشیفسکی، باشقیرستان)
کاران (به لاتین: Karan) یک منطقهٔ مسکونی در روسیه است که در باشقیرستان واقع شده‌است.